# Tłumik refleksyjny
Tłumik refleksyjny – tłumik, który działa poprzez wielokrotne odbijanie poruszającej się wraz ze spalinami fali dźwiękowej. Utrata energii przy każdym odbiciu powoduje tłumienie fali. Odbicie fali następuje, gdy zmienia się przekrój przewodu prowadzącego spaliny, lub gdy jakiś element stoi na drodze spalin. Tłumik ten składa się z kilku komór i rur, będących rezonatorami, rozmieszczonych szeregowo lub równolegle względem kierunku przepływu spalin. W celu uzyskania tłumienia w całym zakresie zmian prędkości obrotowej silnika stosuje się tłumiki bocznikowo-szeregowe.